# Лаколит
Лаколитът е куполовидно, гъбообразно скално образувание с приблизително плоска основа и издута горна повърхност, вложено сред пластове от по-стари скали. Представлява плутонично тяло, формирано при вулканично проникване. Формированието се отнася към типа на съгласните интрузии, т.е. не пресича пластовете на скалите, в които се вмества. Името му произлиза от гръцките думи λάκκος и λιθος, които в комбинация означават „дупчест камък“.

## Формиране
Лаколитът се образува в плитките нива на земната кора в случаите когато магмата се изкачва нагоре, преминава главно през хоризонтално разположени скали, но не може да намери път до повърхността. Когато срещне по-устойчив пласт магмената топилка започва да се разлива хоризонтално под него, като благодарение на високото си налягане постепенно издува скалите над себе си, без да нарушава тяхната слоистост. Така долните вместващи скали остават хоризонтални, а горните се получават огънати. Максималната им височина варира от стотици до няколко хиляди метра, а диаметърът в основата обикновено е по-малък от 16 km. Съотношението между диаметъра на основата и дебелината на лаколита е по-малко от 10. Образувание с по-голямо съотношение се нарича сил и се формира когато магмата среща не толкова устойчив пласт.
Колкото по-вискозна е магмата, толкова по-силно се издува горният пласт. Поради тази причина киселите и междинни типове магма, отличаващи се с висок вискозитет, например тези, застиващи като диорит или гранит, по-често образуват лаколити. При този процес съседните скални маси могат да се пропукат и отслабнат и това създава условия за инжектиране на магма около централното тяло на лаколита.

## Видове
Лаколитите могат да бъдат два вида – прости и сложни. Простите от своя страна, в зависимост от формата на застиването им, се делят на симетрични и асиметрични. Сложните обикновено имат езикообразна форма.

## Известни лаколити
Първото място, където е обърнато внимание на тази земна форма и тя получава официално наименование е Колорадо. През 1988 година в щата са изброени поименно и като местоположение над 80 лаколита. Най-известните лаколити в България са сиенитените тепета на град Пловдив и Витоша.